# Abramites
Abramites es un género de peces de agua dulce de la familia Anostomidae y del orden de los Characiformes. Las 2 especies que lo integran son habituales peces de acuarismo; allí son denominadas popularmente jikii o jikis. Se distribuye en los cursos fluviales del norte y centro de Sudamérica cálida, llegando por el sur hasta el norte de la Argentina. En la especie mayor la longitud total ronda los 15 cm.
Ambas especies tienen por costumbre nadar en posición cabeza abajo, debido a sus hábitos de alimentación.

## Taxonomía
Este género fue descrito originalmente en el año 1906 por el zoólogo estadounidense Henry Weed Fowler.

## Especies
Actualmente hay dos especies reconocidas en este género:
- Abramites eques (Steindachner, 1878)
- Abramites hypselonotus (Günther, 1868)